# Francisco Mendonça de Carvalho
Francisco Mendonça de Carvalho (Porto, 7 de dezembro de 1882 — Lisboa, 31 de maio de 1953), foi um ator e empresário português.

## Biografia
Nascido a 7 de dezembro de 1882 na Rua de Santa Catarina, freguesia de Santo Ildefonso da Baixa do Porto, era filho do marceneiro João Maria de Carvalho e de sua esposa, Eugénia Augusta Baptista, ambos naturais da freguesia da Sé de Viseu.
Pouco se sabe sobre a sua juventude. Estreou-se como ator profissional no Teatro de Santo Tirso, depois de ter passado por vários teatros amadores do Norte de Portugal. Mais tarde mudar-se-á para Lisboa, onde, já escriturado no Teatro Nacional D. Maria II, conhece Maria Matos, com quem inicia um relacionamento e de cuja união nasce a sua única filha, Maria Helena Matos, a 6 de novembro de 1910.

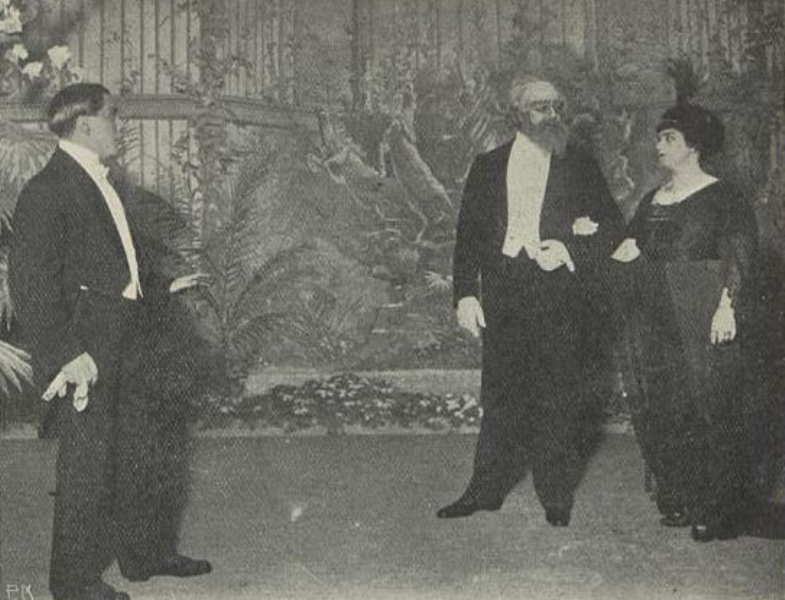
Mendonça de Carvalho, Telmo Larcher e Zulmira Ramos na peça O mistério do quarto amarelo, no Teatro Gymnasio (O Occidente, 10 de janeiro de 1914).

Contraiu matrimónio civil a 4 de maio de 1911 com Maria Matos, com quem irá fundar na mesma década, por volta de 1914/15, a Companhia Maria Matos-Mendonça de Carvalho, que obteve grandes sucessos. Em 1912 é escriturado no Teatro Gymnasio, onde será empresário juntamente com a mulher, estreando-se a 6 de dezembro com a peça A menina do chocolate. Participou de centenas de peças, destacando-se em: O Camões do Rossio, A conspiradora, Não largues a Amélia, Chuva de filhos, O crime da Avenida 33, Soror Mariana, La donna é mobile, Primo Basílio, O Senhor Roubado, O afilhado da madrinha, O conde barão, Os fidalgos da casa mourisca, Uma velha que tinha um gato, A sagrada família, A lenda dos sete cravos, Zázá, O amor... é o diabo, entre muitas outras, variando entre os géneros de drama, comédia, opereta, ópera cómica, revista, farsa e vaudeville. Passou depois pela Companhia José Ricardo, Empresa José Loureiro, Companhia da Comédia, Companhia Portuguesa de Revistas, Grande Companhia Dramática Portuguesa e Empresa Piero Bernardon.
No Cinema Português, participou no filme mudo Rainha Depois de Morta (1910), de Carlos Santos, onde representou Álvaro Gonçalves e nos filmes O Costa do Castelo (1943), de Arthur Duarte, onde representou "Dr. Simão" e A Menina da Rádio (1944), também de Arthur Duarte, onde representou o "Diretor do posto de rádio".
Divorciou-se em 1947, reformando-se no mesmo ano. Apresentou-se ao público pela última vez com a peça A noite de 16 de Janeiro, drama judicial de Ayn Rand, tradução de Fernando Santos e Almeida Amaral, em cena no Teatro Apolo de 22 de novembro a 14 de dezembro de 1947, onde representou ao lado da filha Maria Helena, Lucília Simões, Eunice Muñoz, Igrejas Caeiro, etc., o personagem "James Chandler".
Faleceu no primeiro andar esquerdo do número 78 da Rua Marquês Sá da Bandeira, freguesia de São Sebastião da Pedreira, em Lisboa, onde residia, a 31 de maio de 1953, aos 70 anos de idade, vítima de uremia crónica. Encontra-se sepultado no Cemitério do Alto de São João, em Lisboa.

## Filmografia
| Ano  | Filme                  | Personagem                | Referências |
| ---- | ---------------------- | ------------------------- | ----------- |
| 1910 | Rainha Depois de Morta | Álvaro Gonçalves          | [ 6 ]       |
| 1943 | O Costa do Castelo     | Dr. Simão                 | [ 6 ]       |
| 1944 | A Menina da Rádio      | Diretor do posto de rádio | [ 6 ]       |